# Чохринь
Чохринь (пол. Czochryń) — село в Польщі, у гміні Борне-Суліново Щецинецького повіту Західнопоморського воєводства.